# Rollo
Pour les articles homonymes, voir Rollo (homonymie).
Rollo est une ville et le chef-lieu du département homonyme de Rollo dans la province du Bam de la région Centre-Nord au Burkina Faso. 

## Histoire
Rollo est jumelée avec la ville française d'Harfleur (en Seine-Maritime) depuis octobre 2008 et avec la ville d'Aubière (dans le Puy-de-Dôme).[réf. nécessaire]

## Éducation et santé
Rollo accueille un centre de santé et de promotion sociale (CSPS) tandis que le centre médical avec antenne chirurgicale (CMA) de la province se trouve à Kongoussi.